# مسجد یشیل

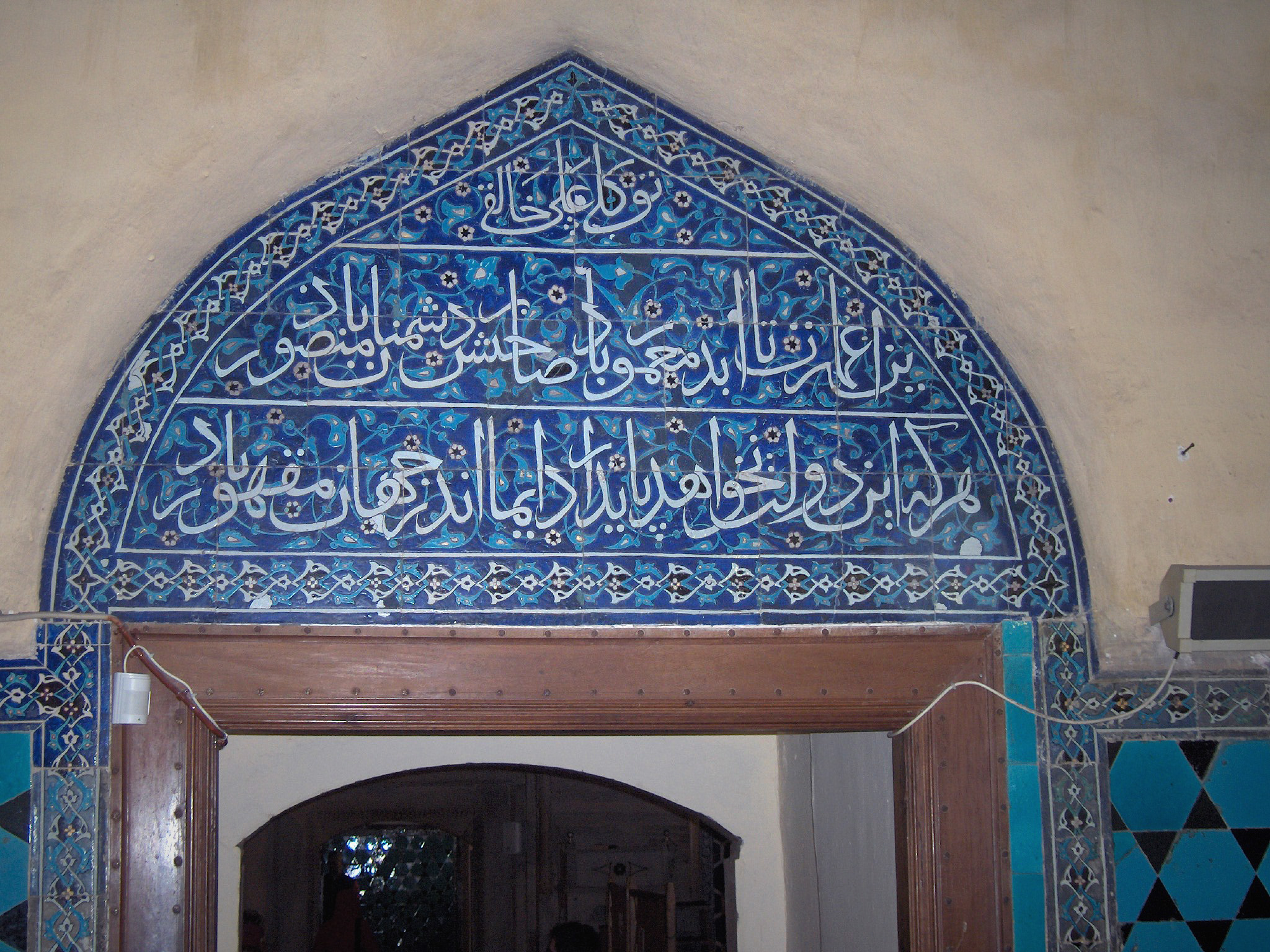
کتیبه‌ای به زبان فارسی: «توکلی علی خالقی. این عمارت تا ابد معمور باد؛ صاحبش بر دشمنان منصور باد؛ هرکه این دولت نخواهد پایدار؛ دائماً اندر جهان مقهور باد»

مسجد یشیل (به معنای مسجد سبز) در شهر بورسای ترکیه واقع شده‌است. این مسجد جزئی از مجموعه بی‌نظیر و بزرگ معروف قونیه می‌باشد این مجموعه بزرگ معماری متشکل از یک سری بناهای معماری از قبیل مقبره، آشپز خانه مدرسه، حمام و مسجد یشیل می‌باشد.

## پیشینه
این مسجد در طول سال‌های ۱۴۱۹ تا ۱۴۲۱ میلادی با وقف سلطان محمد چلبی پادشاه وقت عثمانی ساخته شد. معماری این مسجد را حاج عیوض پاشا وزیر سلطان محمد بر عهده داشت. این بنا از همان دوران اولیه ساخت مورد توجه علاقه‌مندان به معماری قرار گرفت.
زلزله نسبتاً شدیدی که در سال ۱۸۵۵ میلادی در شهر بورسا ترکیه رخ داد قسمت وسیعی از مجموعه کونیا به ویژه مسجد یشیل جامع را تخریب کرد. چند سال پس از این زلزله پروژه مرمت و نوسازی این مجموعه مطرح شد. مسئولیت این پروژه با معماری به نام لئون پارویلیا بود مهندس معمار احمد وفیق پاشا در اجرای این پروژه با پارویلیا همکاری نمود.
احمد وفیق پاشا که فرماندار وقت بورسا بود. اجرای این پروژه با همت و همکاری احمد وفیق پاشا با موفقیت طی چند سال به پایان رسید. البته مشکلات عمده‌ای نیز در بازسازی ومرمت این پروژه وجود داشت که یکی از آن‌ها نبود امکانات مالی کافی و شرایط ضعیف اقتصادی ان زمان شهر بورسا و و دیگری که مهم‌ترین مشکل نیز به‌شمار می‌رفت شناخت ناکافی پارویلیا از معماری سلجوقی و بیگانگی وی با معماری اسلامی عثمانی بود که همین عامل منجر به تحولات بسیار عظیمی در مرمت این پروژه گشت که عملیات انجان گرفته را از مرمت و نوسازی سرف خارج کرده و پروژه‌ای تا حدودی متفاوت با ان چیزی که از ابتدا وجود داشت حاصل گردید.
تغییرات صورت گرفته مستلزم دستکاری و تغییر در بعضی نقوش به جای مانده بود که به ان منظور معمار مرمتگر بنا از دوغاب گچ و آهک جهت پوشاندن تزئینات اولیه موجود روی جداره اولیه و داخلی بنا و هموار نمودن سطح برای اجرای تزئینات جدید استفاده کرد.

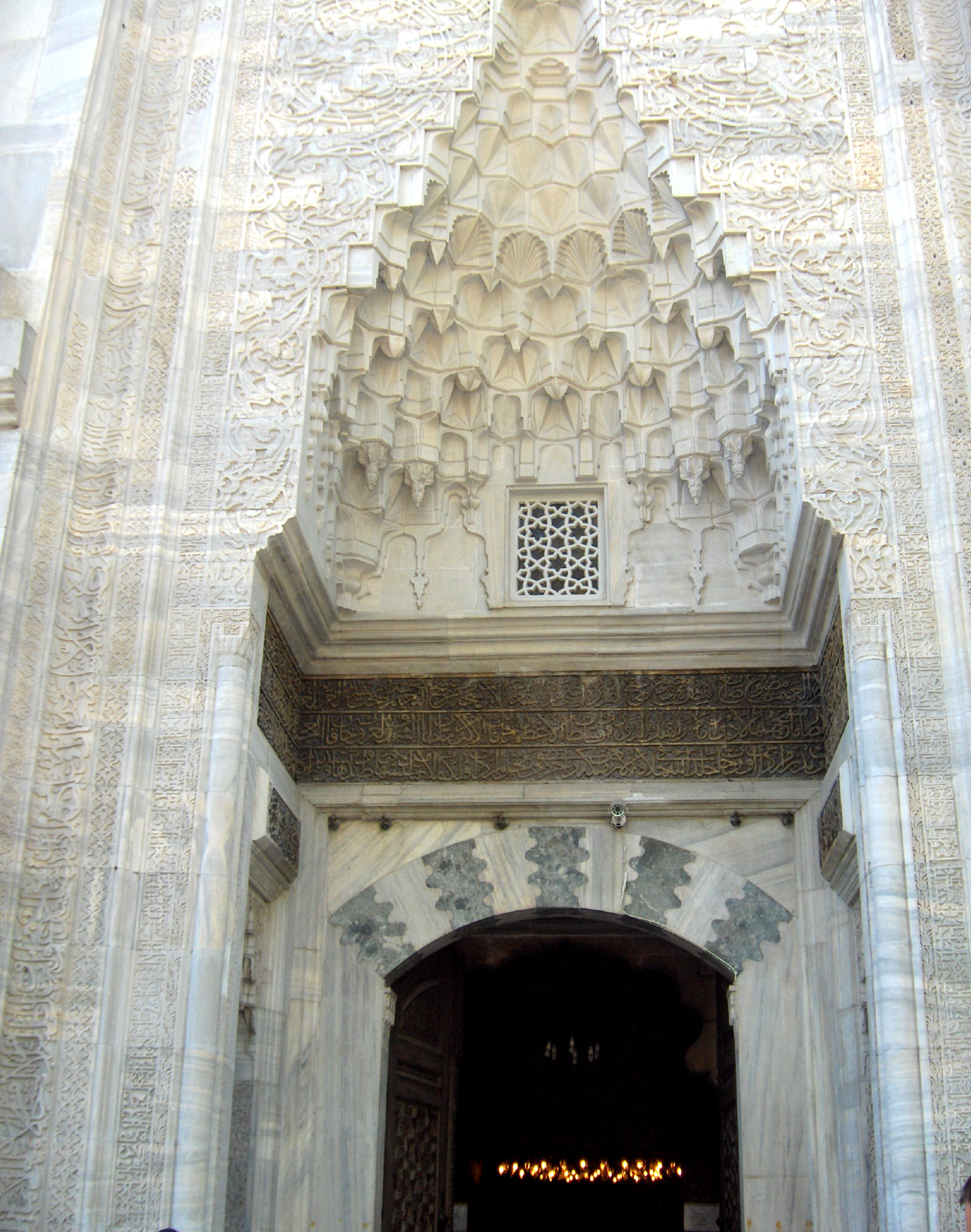
در ورودی اصلی

## معماری
به صراحت مسجد یشیل جامع را می‌توان اغاز گر معماری شگفت انگیز شهر بورسا دانست. این مسجد در قلب مجموعه زیبای قونیه که از نمونه‌های ارزشمند معماری به حساب می‌اید واقع شده دارای پلانی T شکل اما به شکل معکوس رو به شمال دارا می‌باشد.
مسجد یشیل جامع بورسا با پلان Tشکل خود دارای یک ورودی اصلی از سمت شمال می‌باشد.
ورودی اصلی بنا عقب نشسته و با قسمت فوقانی سنگ مرمر تزئین شده‌است. این عقب نشستگی دارای دو سکو و عقب نشستگی فرعی در دو جوانح خود می‌باشد. این عقب نشستگی‌های کییوبیک امروزه به عنوان کفش کن جهت قرارگیری کفشها استفاده می‌شود. قسمت بالای سر در ورودی کتیبه‌ای بزرگ با آیه‌ای از قرآن به زبان عربی نصب شده جنس این کتیبه از برنز می‌باشد که بالای ورودی و زیر تزئینات مرمری بنا نصب شده‌است. فرم کلی تزئینات مرمری سردر نصف گنبدهایی به هم چسبیده و برجسته و تاجدار می‌باشد که در کل فرمی تیزه دغار را القا می‌کند شکل اتصالات آبشاری و انتهای آن مخروطی شکل می‌باشد که همانند ستاره‌هایی بر بالای ورودی اصلی بنا می‌درخشد. این تزئینات مرمری با فرم دنده دنده‌ای و میل میل خود یادآور قندیل‌های آویزان سر در غار هاست. دهانه این ورودی دو متر و سی سانتی متر می‌باشد الگوی رومی در کنار معماری هنرمندانه اسلامی بنا و نقش نوشته‌ها و کتیبه‌های آن با خلاقیت معمار بنا یکجا کنار هم نشسته و منجر به خلق شگفتی گشته.

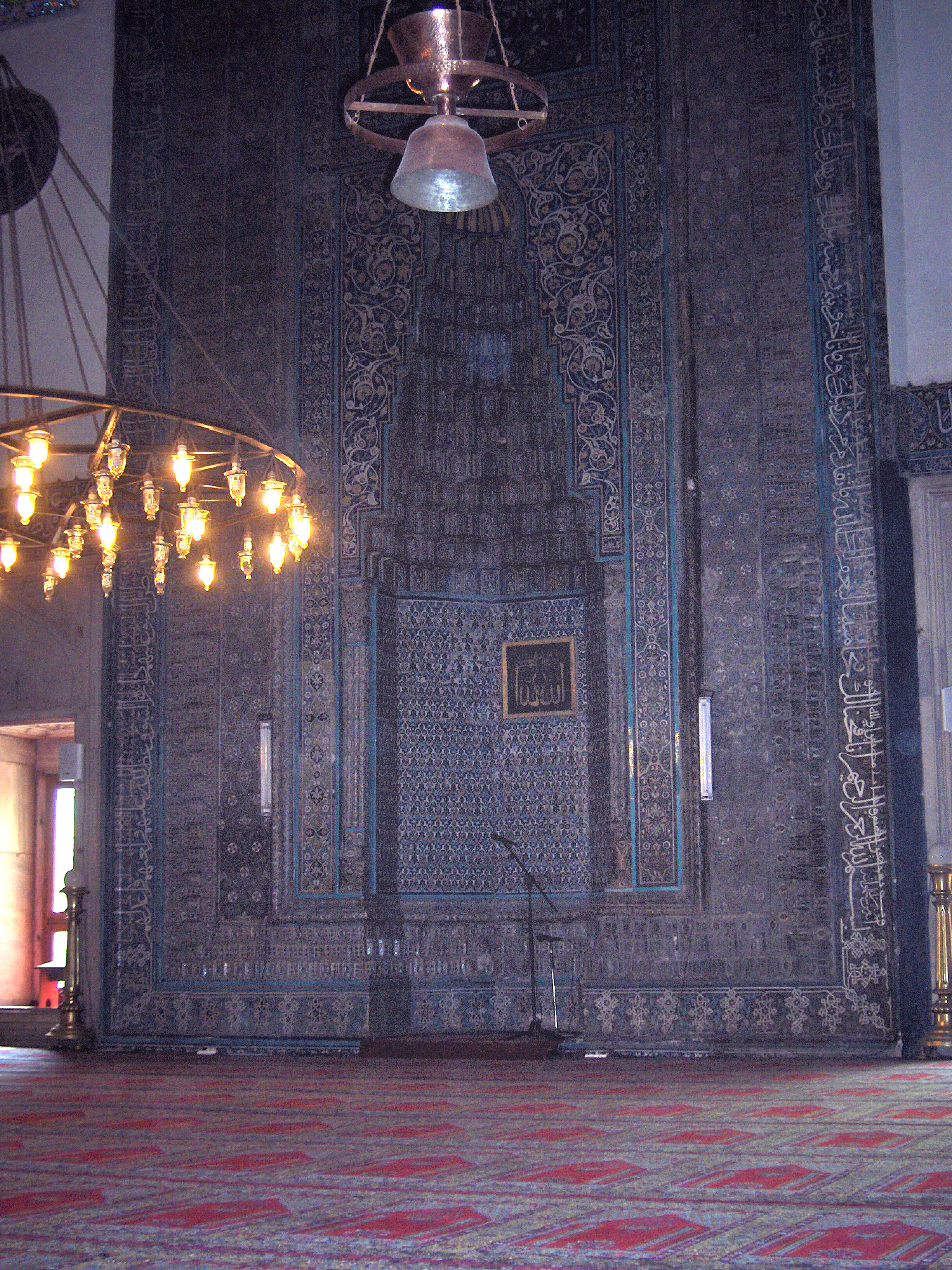
محراب

هشتی نسبتاً بزرگی پس از سر در ورودی بنا وجود دارد که ورود به فضای مرکزی با عبور از این هشتی میسر می‌شود.پلان داخلی این مسجد از دو جناه شرقی و غربی ایوان دار بوده و یک ایوان نسبتاً بزرگ و یک محراب تو رفته ردر قسمت جنوبی بنا قرار گرفته‌است.
یشیل جامع دارای چهار اتاق مجزا در دو جناه شرقی و غربی و همچنین یک آتش خانه می‌باشد. دو سری راه پله در دو جناح شرقی غربی ورودی واقع شده‌اند که ارتباط بین طبقه هم کف با طبقه بالا را میسر می‌کند. در طبقه بالای مسجد دو شاهنشین ویژه مردان و دو شاه‌نشین مجزا ویژه بانوان وجود دارد.
به این شاه نشینها در زبان ترکی (Hunkar mahfili) گفته می‌شود. پله‌های دو مناره اصلی این بنا نیز کنار این شاه نشینها نیز واقع شده و از طبقه بالا قابل دسترسی است. شاه‌نشین بانوان مستقیماً به تراس شمالی مسجد باز می‌شود.
ایوان بزرگ دیگری نیز در طرح اولیه برای این بنا طراحی شده بود ولی هیچ وقت اجرا نشد ولی بعد از سلطان محمد کار بر روی مسجد خصوصی و نیمه تمام وی تعطیل گشت و این ایوان بزرگ اجرا نشد. راه پله که هشتی رابه شاه نشین‌ها مرتبط می‌کند روشنایی آن به وسیله پنجره کوچکی رو به شمال تأمین می‌شود.